# 十句觀音經
《十句觀音經》，又稱《十句經》、《延命十句觀音經》，漢傳佛教經典，為中國民間所造。在江戶時期由中國傳入日本，在日本有許多信徒持誦。民間有人蒐集感應事蹟，著成《延命十句觀音經靈驗記》一書，相傳為日本白隱禪師所著。

## 內容
十句觀音經：
觀世音，南無佛，
與佛有因，與佛有緣，
佛法相緣，常樂我淨。
朝念觀世音，暮念觀世音，

念念從心起，念念不離心。
最後一句，略有異文：
- 《太平御覽》作：「念佛不離心」，
- 《佛祖統記》作：「念念不離心」。日本主要流傳《佛祖統記》的版本。

《十句觀音經》，可能源自於《妙法蓮華經》觀世音菩薩普門品中世尊偈的精簡本。內容只有簡短十句。

## 歷史
在文獻上，《十句觀音經》的記載，最早出自於983年由北宋李昉等撰的《太平御覽》（卷654）及《太平廣記》（卷111），根據此記載，這部經最早來自於劉宋時代的王玄謨。元嘉二十七年（450年），王玄謨攻滑台，北魏太武帝率兵來救，王玄謨軍大敗，回國後下獄將處刑，經沈慶之救情免死。王玄謨在獄中，夢見有人傳授此經，誦唸千遍後得免死。
它與《高王觀世音經》內容相近，中國傳說它是《高王觀世音經》的精簡本。南宋志磬《佛祖統記》中，認為此經為《高王觀世音經》的原形。日本學者桐谷征一考證，認為它是《高王觀世音經》的前身。
江戶時期此經傳入日本，日本臨濟宗祖師白隱禪師據傳曾為它作《延命十句觀音經靈驗記》，傳誦一時，因此此經也被稱為《延命十句觀音經》。雖經後世考證，靈驗記是依託白隱禪師之名所做，但因此經並不違反佛教教義，日本佛教臨濟宗傳人，如鎌田茂雄等，仍鼓勵信徒誦唸此經。

## 方式與利益
據〈《延命十句觀音經》靈驗記〉，受持方式不拘，可隨個人方便，每日早晚定數，或三遍、或九遍、二十一遍、或以念珠持誦一百零八遍，或於平日默誦皆可。持誦《延命十句觀音經》之現世利益包括：
- 在家眾：家運昌隆，七難[7]遠離，諸事吉祥，消一切災。
- 修行者：道心堅固，直達本源，行大法施，證大菩提。
- 大妙藥：治難治之病，能救一切苦。
- 大如意：至誠持誦，所求順遂。

據稱白隱禪師曾如此推崇及讚嘆此經之功能：
在中國及日本千百年來，因受持此經而得無量功德，獲不可思議現世利益者，不計其數。